# Brycinus grandisquamis
Brycinus grandisquamis е вид лъчеперка от семейство Alestidae. Видът не е застрашен от изчезване.

## Разпространение и местообитание
Разпространен е в Демократична република Конго и Замбия.
Обитава сладководни басейни и реки.

## Описание
На дължина достигат до 26 cm.